# Islas de la Bahía megye
Islas de la Bahía (nevének jelentése: „Az öböl szigetei”) Honduras egyik megyéje. A megyét alkotó szigetek az ország északi részén helyezkednek el, az Atlanti-óceán egy öblében. A szigetek 1859-ben kerültek Nagy-Britanniától Hondurashoz.

## Földrajz
Az ország északi részén található megye három nagy (Roatán, Utila és Guanaja) és több kisebb karib-tengeri szigetből áll. Területét és lakosságát tekintve is ez az ország legkisebb megyéje.

## Népesség
Ahogy egész Hondurasban, a népesség növekedése Islas de la Bahía megyében is gyors. A változásokat szemlélteti az alábbi táblázat:
| Év             | Lakosság |
| -------------- | -------- |
| 1988           | 22 909   |
| 2001           | 38 073   |
| 2010 (becsült) | 49 158   |

## Turizmus

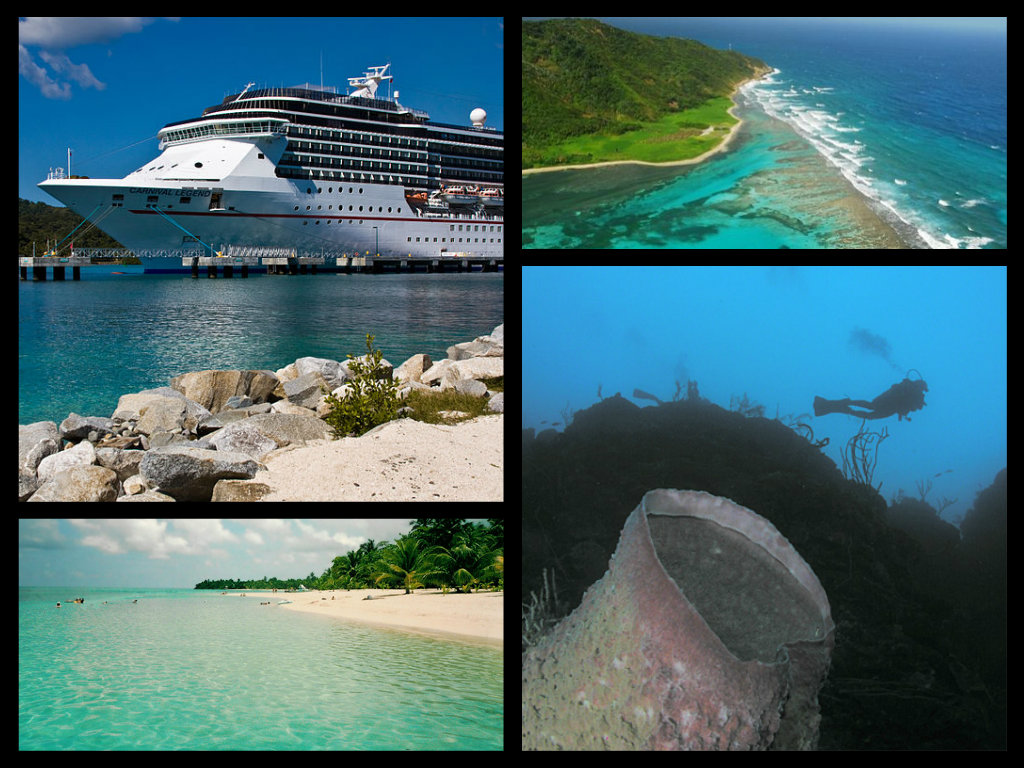

A festői szépségű korallzátony-szigetek és az alacsony árak sok turistát vonzanak a szigetekre. Számos szálloda, étterem és üzlet épült a szigeteken, főként Roatánon. Jelentős számban keresik fel a helyet a búvárkodásra vágyók is.